# Traité de Berlin (1715)

L'Europe en 1701, au début de la guerre de succession d'Espagne

Le traité de Berlin est un traité signé le 2 mai 1715 pendant la Grande guerre du Nord. Il allia George Ier de Grande-Bretagne, en tant qu'électeur de Hanovre, au Danemark-Norvège, en échange de la cession à Hanovre de la domination suédoise de Brême-Verden, occupée par le Danemark. Avec le traité, le Danemark et le Hanovre ont rejoint la coalition russo-prussienne qui avait été établie par le traité de Schwedt. Le Danemark a été assuré de gagner le siège de Stralsund.